# Soul
|  | Aquest article tracta sobre l'estil de música. Si cerqueu pel·lícula d'animació, vegeu «Soul (pel·lícula)». |

La música soul («ànima» en anglès) és un estil de música que es va originar a la comunitat afroamericana als Estats Units a fins als dels anys cinquanta i principis dels anys 60. que va aparèixer als Estats Units. Té les seves arrels en la fusió de la música gòspel afroamericana i el rhythm and blues (R&B). La música soul es va fer popular per ballar i escoltar, on les discogràfiques nord-americanes com Motown, Atlantic i Stax van ser influents durant el Moviment pels drets civils. El soul també es va fer popular a tot el món, influenciant directament la música rock i la música africana. També va tenir un ressorgiment a mitjans i finals de la dècada de 1990 amb el subgènere neo-soul, que va afegir elements de producció moderns i influència del hip-hop.
Els ritmes enganxosos, accentuats per cops de mans i moviments corporals extemporanis, són una característica important de la música soul. Altres característiques són una crida i resposta entre el vocalista principal i la cors i un so vocal especialment tens. L'estil també ocasionalment utilitza improvisació, girs i sons auxiliars. La música soul reflecteix la identitat afroamericana i subratlla la importància d'una cultura afroamericana. La consciència afroamericana recentment descoberta va portar a nous estils de música que van presumir de ser negres, i sent un gènere de música tan creatiu, va sorgir de la lluita pel poder per augmentar la consciència dels negres americans sobre la seva ascendència africana. La música soul també combina diferents elements de la música que inclou música gòspel, rhythm and blues i jazz.
Deriven del soul els estils funk, disco i el rhythm and blues contemporani. El so del soul clàssic són les accions de ritme a l'estil rock, vibrants arranjaments de metalls, ensambles sincronitzats d'instrumentació i vocals. Segons el crític musical Peter Guralnick: «El soul és l'expressió de la solidaritat negra, de l'orgull d'una nació que volia acabar amb els segles de segregació i que va trobar en aquests cants els fins pràctics per reclamar la seva identitat i espiritualitat.» Aquest gènere musical utilitza generalment la guitarra, el baix elèctric, la bateria i la veu. La influència del gospel s'evidencia en les veus i les harmonies de caràcter jubilós i emocional.

## Història
La música soul neix durant els temps de lluita pels drets civils, marcada per líders com Martin Luther King, en els quals estava naixent la consciència racial i estaven a l'ordre del dia els motins del carrer. Durant aquest temps és quan la música soul adquireix un valor simbòlic dins del context social. Es descobreix l'R&B a Europa, cosa que fa possible l'aparició de fenòmens de fans com The Beatles o The Rolling Stones.
El 1967 va arribar la revolució del soul, que va créixer per la reivindicació dels drets racials i l'aparició de l'àlbum d'Aretha Franklin "I never loved a man the way I love you" ('mai no vaig estimar cap home com t'estimo a tu'), i singles de tal impacte com "Respect". Es consideren aquests moments com els de màxim apogeu del soul. El 1968, alguns artistes com James Brown i Sly & The Family Stone comencen a donar un nou sentit al soul, conseqüència de la mort de Martin Luther King, a l'abril del 1968, i de la pèrdua d'aquells ideals de la revolució del soul.
Amb l'arribada de la dècada dels ’70 el soul comença a decaure i a renovar-se; a conseqüència van sorgir-ne nous estils derivats. Cada vegada començava a tenir menys de l'essència del gospel, que només conservaven alguns artistes com The Staple Singers. Per aquest temps també va sortir el retro soul i el soul pscicodèlic, a la vegada que d'aquí deriven estils com el disco amb artistes com Donna Summer.

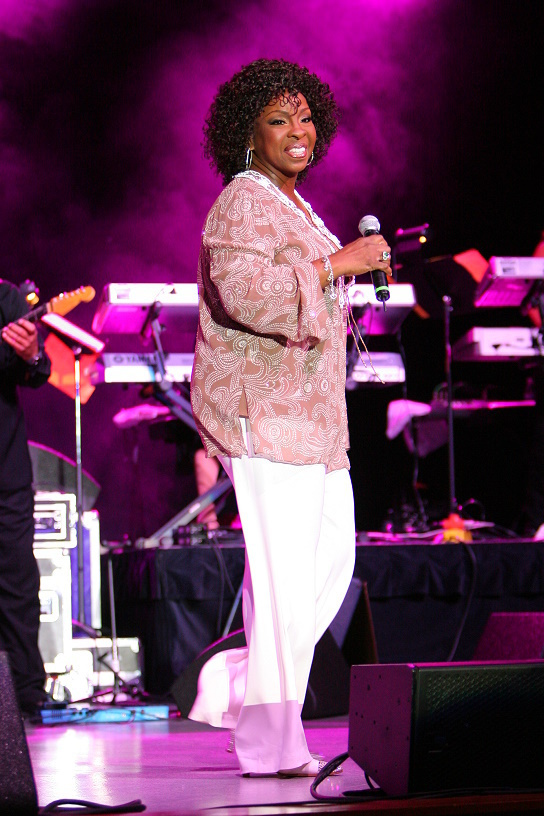
Gladys Knight, principal cantant de Soul

## Les noves tendències (a partir dels 80)
Una de les afirmacions més usuals és que amb l'assassinat de Marvin Gaye el 1984 s'acabava una era.
En aquella època, la música negra era mainstream absolut, entre una "marabunta" de música pop i un mercat en el que quasi tot val, la música negra es va convertir en un segell de qualitat fent triomfar a artistes com Michael Jackson i Whitney Houston.
A l'entrada dels anys 80 la música disco començà a decaure i el soul va reviscolar sota la forma de retro soul i quiet storm abans de conèixer una altra metamorfosi. A mitjans de la dècada es va transformar en urbà per la influència del hip-hop i el disco.
En la dècada dels 1990, l'urban va derivar en l'R&B contemporani, que cap a la fi del segle va agafar un gir cap a les seves arrels i donar lloc al hip-hop soul i més actualment, al neo soul, amb un so més pur i una influència molt escassa del hip-hop. Artistes com Lauryn Hill, India Arie, Joss Stone, Macy Gray o Alicia Keys representen aquest moviment.

## Principals intèrprets de soul
- James Brown
- Aretha Franklin
- Gladys Knight
- Marvin Gaye
- Etta James
- Randy Crawford
- Mary Wells
- Otis Redding
- Ray Charles
- Wilson Pickett
- Joe Tex
- The Temptations
- Smokey Robinson
- Jackie Wilson
- Solomon Burke
- Sam Cooke
- The Four Tops
- Al Green
- The Impressions
- Curtis Mayfield
- Isaac Hayes
- Stevie Wonder
- Amy Winehouse
- Adele
- Tina Turner